# Apata (distrito)
Apata é um distrito da província de Jauja, localizado do Departamento de Junín, Peru.

## Transporte
O distrito de Apata é servido pela seguinte rodovia:
- JU-104, que liga o distrito de San Ramón à cidade de Muqui
- PE-5SB, que liga a cidade de Satipo ao distrito de Concepción [2][3][4]